# 迷离报春
迷离报春（学名：Primula inopinata）为报春花科报春花属下的一个种。

## 扩展阅读
- 維基物種上的相關：迷离报春